# The Conscience of a Conservative
The Conscience of a Conservative este o carte publicată în anul 1960 de Barry Goldwater, senator din Arizona și viitorul candidat republican la alegerile prezidențiale din 1964⁠(d). Aceasta a revitalizat mișcarea conservatoare americană, l-a transformat pe Goldwater într-o celebritate politică și a influențat numeroși conservatori din Statele Unite, stând inclusiv la baza Revoluției Reagan⁠(d) din anii 1980.
Lucrarea a fost redactată⁠(d) de L. Brent Bozell Jr.⁠(d), cumnatul lui William F. Buckley Jr. Bozell și Buckley au fost membri ai echipei de dezbatere din cadrul Universității Yale. Bozell era însărcinat cu redactarea de discursuri pentru Goldwater în anii 1950 și era familiarizat cu ideile sale.

## Conținut
Cartea de 123 de pagini acoperă subiecte precum educația, sindicatele și politicile muncii, drepturile civile, politicile agricole și subvențiile agricole⁠(d), programele de asistență socială și impozitul pe venit⁠(d). Cartea este considerată un important compendiu de idei politice și economice ale conservatorismului american.
În lucrarea sa, Goldwater susține în mod explicit că există „legi divine” și „adevăruri divine” pe care se fundamentează conceptul său de „conservatorism” și sub care Statele Unite ar trebui să opereze.

## Alte ediții
La 50 de ani după publicarea primei ediții, o altă ediție - editată de nepoata sa C.C. Goldwater, cu o prefață de George Will și o postfață de Robert F. Kennedy Jr. - a fost publicată de Princeton University Press în 2007.

## Influențe
Cartea și titlul său continuă să influențeze comentariul politic contemporan.
- Mayer Schiller (1978), The (Guilty) Conscience of a Conservative
- Paul Krugman The Conscience of a Liberal[6]
- Zell Miller (2003), A National Party No More: The Conscience of a Conservative Democrat
- Wayne Allyn Root (2009), The Conscience of a Libertarian: Empowering the Citizen Revolution with God, Guns, Gambling & Tax Cuts.
- Gary Chartier (2011), The Conscience of an Anarchist: Why It's Time to Say Good-Bye to the State and Build a Free Society
- Jeff Flake (2017), Conscience of a Conservative: A Rejection of Destructive Politics and a Return to Principle